# Kanton Étréchy
Canton d'Étréchy je francouzský kanton v departementu Essonne v regionu Île-de-France. Vznikl 22. července 1967.

## Složení kantonu
| Obec                  | Počet obyvatel (2008) | PSČ   | INSEE       |
| --------------------- | --------------------- | ----- | ----------- |
| Auvers-Saint-Georges  | 1179                  | 91580 | 91 1 09 038 |
| Bouray-sur-Juine      | 1928                  | 91850 | 91 1 09 095 |
| Chamarande            | 1085                  | 91730 | 91 1 09 132 |
| Chauffour-lès-Étréchy | 132                   | 91580 | 91 1 09 148 |
| Étréchy               | 6206                  | 91580 | 91 1 09 226 |
| Janville-sur-Juine    | 1861                  | 91510 | 91 1 09 318 |
| Lardy                 | 5662                  | 91510 | 91 1 09 330 |
| Mauchamps             | 291                   | 91730 | 91 1 09 378 |
| Souzy-la-Briche       | 373                   | 91580 | 91 1 09 602 |
| Torfou                | 270                   | 91730 | 91 1 09 619 |
| Villeconin            | 722                   | 91580 | 91 1 09 662 |
| Villeneuve-sur-Auvers | 614                   | 91580 | 91 1 09 671 |